# La Bible : David
 (juin 2020).
Pour plus de détails, voir Fiche technique et Distribution.
La Bible : David (titre original David) est un téléfilm italo-germano-américain diffusé en 1997, réalisé par Robert Markowitz. Le film est une adaptation de l'histoire biblique de David.

## Synopsis
David, un jeune berger israélite choisi par Dieu pour aider son peuple dans la guerre en cours entre Israël et les Philistins. David bat le géant Goliath, un champion philistin et devient le deuxième roi d'Israël.

## Fiche technique
- Genre : Drame, Histoire
- Musique : Carlo Siliotto
- Production : Lux Vide pour Lube, Rai et Turner Network
- Durée : 180 min en deux épisodes

## Distribution
- Nathaniel Parker : David[1]
- Jonathan Pryce : Saül
- Leonard Nimoy : Samuel
- Sheryl Lee : Bethsabée
- Ben Daniels : Jonathan
- Franco Nero : Nathan
- Maurice Roëves : Joab
- Gina Bellman : Mikhal
- Joseph Long : serviteur
- Roger Hammond : roi Achich
- Gideon Turner : David jeune
- Dominic Rowan : Absalom
- Clara Bellar : Tamar
- John H. Francis : Phineas
- Peter-Hugo Daly : Aphitophel
- Peter Woodthorpe : Nabal
- Marco Leonardi : Urie
- Frederick Stuart : Hushai
- Bruce Purchase : Jessé
- Emilio Doorgasingh : Jonodab
- Peter Birrel : Shammah
- Tim Woodward :  Lieutenant en colère
- John Gielgud (non crédité) : Dieu

## Récompenses et distinctions
- Nomination à la 49e cérémonie des Emmy Awards dans la catégorie 'Montage sonore exceptionnel pour une mini-série ou une émission spéciale[2]